# Rondalla d'esparvers
Rondalla d'esparvers és un poema escènic en dos actes (el segon dividit en dos quadres) i en vers, original de Josep Maria de Sagarra, estrenat al teatre Romea de Barcelona, la vetlla del 10 de gener de 1918.
Fou la primera obra estrenada d'aquest autor.
L'acció passa en un racó solitari de les Guilleries. L'Andreu, casat amb la Margarida, desvela una passió per la seva cunyada Joana, amb qui fugirà. Viuran al bosc fins que ella el trairà amb un altre home. L'Andreu, en descobrir-ho, la matarà "torçant-li el coll com una serp". Al segon quadre del segon acte, uns facinerosos capitanejats per l'Andreu assaltaran un convent de monges per robar-lo. Dins d'ell hi trobarà entre les religioses la que fou la seva muller. El batlle amb els seus homes accedirà finalment al convent per tal de detenir-lo. Andreu acabarà llevant-se la vida amb un ganivet.

## Repartiment de l'estrena
- Margarida: Elvira Fremont.
- Andreu: Enric Giménez.
- Joana: Mercè Nicolau.
- Pere: Emili Ginestet.
- Bernat: Vicent Daroqui.
- El Traginer: Lluís Munt-Rosés
- El Batlle: Joaquim Vinyas.
- Dos agutzins, dos homes, dues monges.

## Una òpera catalana
El 29 de novembre de 1975, el compositor de sardanes Jaume Ventura i Tort va estrenar al Gran Teatre del Liceu una òpera d'homònim títol, a partir del text sagarrià. El repartiment fou: Mirna Lacambra (Margarida, soprano); Carmen Hernández (Joana, soprano); Enric Serra (Andreu, baríton); Antoni Lluch (Pere, tenor); Joan Pons (Bernat), Manuel Soro  (Batlle), Dalmaci González (Traginer.) La direcció musical va anar a càrrec de Gerardo Pérez Busquier, la direcció escènica a càrrec de Dídac Monjo i els esbossos del vestuari, de Ramon Ivars.